# Исаково (Себежский район)
Исаково — деревня в Себежском районе Псковской области России. Административный центр Красноармейской волости. Численность населения деревни по оценке на начало 2001 года составляла 219 жителей.

## География
Расположена в 40 км к востоку от города Себеж и в 11 км к востоку от посёлка городского типа Идрица.

## Население
| 2001 | 2002 | 2010 |
| ---- | ---- | ---- |
| 219  | ↘212 | ↘175 |

### Гендерный и национальный состав
Согласно результатам переписи 2002 года, в национальной структуре населения русские составляли 92 % от общей численности в 212 чел., из них 101 мужчина, 111 женщин.

## Инфраструктура
Администрация поселения.
Библиотека.

## Транспорт
К югу от деревни расположена железнодорожная станция Нащёкино Октябрьской железной дороги. По состоянию на октябрь 2020 года по станции отсутствует движение пассажирских и пригородных поездов.